# جوزيف فان إنجيلخيم
جوزيف فان إنجيلخيم (23 يناير 1912 - 29 مايو 1989) لاعب كرة قدم بلجيكي راحل كان يجيد اللعب في خط الدفاع.
لعب طوال مسيرته الرياضية في نادي دارينغ كلوب بروكسل (1929-1942).
مثل منتخب بلجيكا في 11 مباراة (1932-1934). شارك مع منتخب بلجيكا في بطولة كأس العالم 1934 في إيطاليا حيث خرج من الدور الثمن النهائي.

## وصلات خارجية
- جوزيف فان إنجيلخيم على موقع الاتحاد الدولي (مؤرشف)  (الإنجليزية)
- جوزيف فان إنجيلخيم على موقع الاتحاد البلجيكي (الإنجليزية)
- جوزيف فان إنجيلخيم على موقع قاعدة بيانات كرة القدم.إي يو (الإنجليزية)
- جوزيف فان إنجيلخيم على موقع ناشيونال فوتبول تيمز (الإنجليزية)
- جوزيف فان إنجيلخيم على موقع Soccerway.com (الإنجليزية)
- جوزيف فان إنجيلخيم على موقع عالم كرة القدم.نت (الإنجليزية)
- سيرة ذاتية